# Yu-Gi-Oh! Arc-V
Yu-Gi-Oh! Arc-V  (遊☆戯☆王ARC-V（アーク・ファイブ), Yūgiō Āku Faibu; "Arc Five") é uma série de anime japonesa, a quinta da franquia Yu-Gi-Oh! produzida pelo Studio Gallop. A série estreou no Japão em 6 de abril de 2014 na TV Tokyo, logo após o final de Yu-Gi-Oh! Zexal. Uma adaptação em mangá por Naohito Miyoshi começou a serialização na revista V-Jump da Shueisha em agosto de 2015. A série teve seu fim, no dia 26 de Março de 2017, quando o episódio 148 foi ao ar no Japão.

## Enredo
A história acontece num futuro próximo, em uma cidade chamada Miami, na costa do Japão, onde a Corporação Leo, presidida por Reiji Akaba, criou um equipamento chamado "Sólida Visão", que deu origem a uma nova moda, os "Duelos de Ação". Yu-Gi-Oh! ARC-V centra-se em Yuya Sakaki, um estudante de uma escola preparatória, aprendendo a se tornar um "Duelista de entretenimento", um tipo de duelista profissional, enquanto ele tenta escapar da dura realidade sorrindo. No entanto, um duelo leva-o a confrontar-se a si mesmo, descobrindo assim um potencial imenso,com uma história muito bem feita tratando de guerras dimensionais

## Mídia

### Anime
Yu-Gi-Oh! Arc V foi anunciado em dezembro de 2013 na revista Weekly Shonen Jump da Shueisha. Ainda em dezembro de 2013, o site oficial de Yu-Gi-Oh! Arc-V divulgou o primeiro trailer do anime que começa fazendo um breve resumo das quatro séries anteriores da franquia Yu-Gi-Oh! (Duel Monsters, GX, 5D's e Zexal). Arc-V começou a ser exibida na TV Tokyo em 6 de abril de 2014. 4K Media Inc. adquiriu a série fora do Japão e planejava lançar a série internacionalmente em 2015. A versão da 4K teve sua estreia em 12 de março de 2015 na Alemanha, Áustria e Suíça, como parte do bloco de animes/desenhos animadosYep! do ProSieben Maxx. Na América do Norte, começou a ser exibido no Teletoon do Canadá em 24 de julho de 2015, e no Nicktoons nos Estados Unidos em 21 de fevereiro de 2016.
No Brasil, Arc-V estreou na Netflix, no dia 27 de Abril de 2018. Porém, o anime está apenas legendado.

### Mangá
Um mangá one-shot ilustrado por Naohito Miyoshi foi publicado na edição de julho de 2014 da revista V Jump da Shueisha, lançada em 21 de maio de 2014. Uma versão em inglês foi lançada em 26 de maio de 2014 na Weekly Shonen Jump. Uma adaptação completa por Miyoshi começou a serialização na V Jump em 21 de agosto de 2015.  Foi publicado em inglês pela Viz Media em sua Shonen Jump digital em 24 de agosto de 2015. Um mangá spin-off por Akihiro Tomonaga intitulado Yu-Gi-Oh! Arc-V: Saikyō Duelist Yuya começou a serialização na Saikyō Jump em 3 de abril de 2015.

### Jogo eletrônico
Um jogo eletrônico baseado na série, Yu-Gi-Oh! Arc-V Tag Force Special foi anunciado em outubro de 2014. Foi lançado no Japão em 22 de janeiro de 2015 para o PSP e PS Vita.